# Мяч для гольфа
Мяч для гольфа — мяч для игры в гольф. 
Первыми мячами для игр, подобных современному гольфу, были деревянные шарики, изготавливавшиеся из твёрдых лиственных пород и использовавшиеся в период XIV—XVII веков. В XVII веке впервые появились так называемые «пернатые мячи» (featherie balls): они представляли собой сшитые круглые кожаные мешочки, набитые предварительно сваренными и смягчёнными куриными и гусиными перьями, покрашенные затем белой (обычно) краской. Изготовление таких мячей было трудоёмким процессом, поэтому их стоимость была высока. Несмотря на то, что эти мячи летали плохо и на небольшие расстояния, а при сильном ударе могли даже развалиться, они использовались в гольфе до XIX века. В 1848 году Робертом Адамсом Паттерсоном был изобретён гуттаперчевый мяч для гольфа, сделанный из застывшего сока малайзийского дерева саподилла, значительно превосходивший «пернатый» мяч по своим аэродинамическим свойствам и получивший вскоре широкое распространение. Резиновые мячи пришли на смену сападилловым в начале XX века, а с середины 1960-х годов для их изготовления стали использовать синтетические смолы, что сделало мячи более долговечными, хотя резиновые мячи были в ходу до конца XX века. Патент на первый в мире «твёрдый» мяч для гольфа был выдан в 1967 году.
Современный мяч для профессионального гольфа должен весить не более 45,93 г и иметь диаметр не менее 42,67 мм; такие мячи подлежат сертифицированию со стороны специальных организаций, таких как R&A и United States Golf Association; до 1990 года в Великобритании было разрешено использование мячей для гольфа меньшего диаметра, поэтому такие мячи называли «британскими».